# 菊池幸子
菊池幸子（きくち さちこ、1922年7月25日-2004年2月7日）は、日本の教育社会学者。文教大学名誉教授。

## 生涯
青森県出身。早稲田大学文学部社会学科卒、1948年同大学院修了、1950年宮城県立教育研究所研究員、つづいて川崎市教育研究所、東京都立教育研究所指導主事を経て、1966年立正女子大学助教授、校名変更で文教大学教授となり、92年定年、名誉教授、聖徳大学教授を務めた。1978年に社団法人福祉社会研究所の設立以来、20年間に亘って所長・理事長を務めた。2001年勲四等宝冠章受勲。

## 著書
- 『工業都市の教育 現実の分析から教育計画へ』東洋館出版社 1957
- 『都会っ子』東洋館出版社 1963
- 『家族関係の社会学 生活編』世界書院 1966
- 『家族関係の社会学 教育編』世界書院 1968
- 『クライマックス 性のアクション・社会のアクション』富士社会教育センター出版局 富士選書 1973
- 『福祉国家の人びと 内側からみたスウェーデン』日本経済新聞社 日経新書　1975
- 『高齢化の主役は女』協同出版 1989
- 『遥かなエバグリーンへの道 伝統・抵抗・対立克服・福祉社会の展望』新生出版 2002

### 共編
- 『緑の教室』菊池謙一共編 理論社 1954
- 『内面化をめざす道徳指導 その方法と教材資料』編 東洋館出版社 1962
- 『教育相談少年期の事例』編 文理書院 1967
- 『学校社会学』牧野巽・大浦猛・藤原良毅共編 協同出版 1969
- 『人間形成の社会学』仙崎武共編著 福村出版 1983
- 『何が変わるか何を変えるか 経済の変革と生活の「質」向上』編 博栄出版 1988
- 『地域の教育力と生涯学習 生涯学習社会の実現に向かって』編著 多賀出版 1995
- 『世界の高齢者文化 家族・住まい・ケアを通した国際比較』編著 中央法規出版 1997

### 翻訳
- エリク・アラールド『持ち愛し行動する 福祉の新しい見方考え方』至誠堂 1978

## 論文
- <菊池幸子